# Литва на Европейских играх 2015
Литва на I Европейских играх, которые прошли в июне 2015 года в столице Азербайджана, в городе Баку, была представлена 72 спортсменами в 16 видах спорта..

## Награды

### Золото
| Золото |                    |                                                      |
| #      | Спортсмены         | Вид спорта (дисциплина)                              |
| 1      | Генрикас Жустаутас | Гребля на байдарках и каноэ, (Каноэ-одиночки, 200 м) |
| 2      | Андриус Сидлаускас | Плавание, (брасс, 50 м)                              |

### Серебро
| Серебро |                    |                          |
| #       | Спортсмен          | Вид спорта (дисциплина)  |
| 1       | Андриус Сидлаускас | Плавание, (брасс, 100 м) |

### Бронза
| Бронза |                                      |                                        |
| #      | Спортсмены                           | Вид спорта (дисциплина)                |
| 1      | Радвилас Матукас                     | Самбо, (до 90 кг)                      |
| 2      | Рута Аксёнова                        | Самбо, (до 52 кг)                      |
| 3      | Ева Думбаускайте, Моника Повиляйтите | Пляжный волейбол, (женщины)            |
| 4      | Кястутис Навицкас                    | Бадминтон, (мужчины, одиночный разряд) |

## Состав команды
Борьба
Греко-римская борьба
- Эдгарас Венцкайтис
- Александр Казакевич
- Мантас Книстаутас
- Вилюс Лауринайтис
- Юлиус Матузевичюс

 Триатлон
- Таутвидас Копустас

## Результаты

### Борьба
В соревнованиях по борьбе разыгрывалось 24 комплекта наград. По 8 у мужчин и женщин в вольной борьбе и 8 в греко-римской. Турнир проходил по олимпийской системе с выбыванием. В утешительный раунд попадали участники, проигравшие в своих поединках будущим финалистам соревнований. Каждый поединок состоит из двух раундов по 3 минуты, победителем становится спортсмен, набравший большее количество баллов. По окончании схватки, в зависимости от результатов в каждом из раундов спортсменам начисляются классификационные очки.
Мужчины
Греко-римская борьба
Легенда:

VT — победа на туше;

PP — победа по очкам с техническим баллом у проигравшего;

PO — победа по очкам без технического балла у проигравшего;

SP — техническое превосходство, победа по очкам с разницей более, чем в 6 баллов с техническим баллом у проигравшего;

ST — техническое превосходство, победа по очкам с разницей более, чем в 6 баллов без технического балла у проигравшего;

| Соревнование | Спортсмены          | Первый раунд                     | 1/8 финала                       | Четвертьфинал                   | Полуфинал                         | Финал                | Место |
| Соревнование | Спортсмены          | Соперник Результат               | Соперник Результат               | Соперник Результат              | Соперник Результат                | Соперник Результат   | Место |
| ------------ | ------------------- | -------------------------------- | -------------------------------- | ------------------------------- | --------------------------------- | -------------------- | ----- |
| до 66 кг     | Эдгарас Венцкайтис  | Маттиас Маш (GER) П 1:3 (PP)     | Завершил выступление             | Завершил выступление            | Завершил выступление              | Завершил выступление | 23    |
| до 80 кг     | Юлиус Матузевичюс   | не участвовал                    | Николаос Варкас (GRE) В 3:1 (PP) | Евгений Салеев (RUS) П 0:4 (ST) | Турнир за 3-е место               | Турнир за 3-е место  | 8     |
| до 80 кг     | Юлиус Матузевичюс   | не участвовал                    | Николаос Варкас (GRE) В 3:1 (PP) | Евгений Салеев (RUS) П 0:4 (ST) | Александр Шишман (UKR) П 0:3 (PO) | Завершил выступление | 8     |
| до 85 кг     | Александр Казакевич | Д. Гамзатов (BLR) В 3:0 (PO)     | П. Сабо (HUN) В 4:0 (ST)         | М. Манукян (ARM) П 1:3 (PP)     | Завершил выступление              | Завершил выступление | 8     |
| до 98 кг     | Вилюс Лауринайтис   | Феликс Бальдёуф (NOR) В 5:0 (VT) | Орхан Нуриев (AZE) П 1:4 (SP)    | Завершил выступление            | Завершил выступление              | Завершил выступление | 7     |
| до 130 кг    | Мантас Книстаутас   | не проводится                    | Э. Попп (GER) П 0:3 (PO)         | Завершил выступление            | Завершил выступление              | Завершил выступление | 10    |

### Триатлон
Соревнования по триатлону состояли из 3 этапов — плавание (1,5 км), велоспорт (40 км), бег (9,945 км).
Мужчины
| Соревнование | Спортсмены         | Плавание | Смена | Велоспорт | Смена | Бег | Итоговое время | Место | Отставание |
| ------------ | ------------------ | -------- | ----- | --------- | ----- | --- | -------------- | ----- | ---------- |
| Мужчины      | Таутвидас Копустас | 24:57    | 0:54  | LAP       | LAP   | LAP | —              | —     | —          |